# Leichtathletik-Europameisterschaften 1971/Speerwurf der Männer

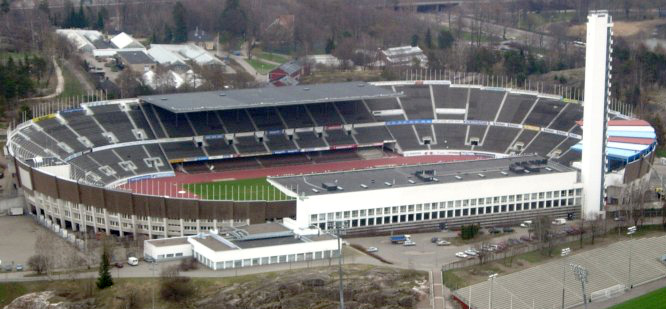
Das Olympiastadion von Helsinki im Jahr 2005

Der Speerwurf der Männer bei den Leichtathletik-Europameisterschaften 1971 wurde am 10. und 11. August 1971 im Olympiastadion von Helsinki ausgetragen.
In diesem Wettbewerb verzeichneten die sowjetischen Werfer einen Doppelsieg. Europameister wurde der Olympiasieger von 1968 Jānis Lūsis, der sich hier bereits seinen vierten EM-Titel sicherte. Den zweiten Platz belegte Jānis Doniņš. Wolfgang Hanisch aus der DDR gewann die Bronzemedaille.

## Bestehende Rekorde
| Weltrekord           | 92,70 m | Jorma Kinnunen | Tampere, Finnland      | 18. Juni 1969      |
| Europarekord         | 92,70 m | Jorma Kinnunen | Tampere, Finnland      | 18. Juni 1969      |
| Meisterschaftsrekord | 91,52 m | Jānis Lūsis    | EM Athen, Griechenland | 19. September 1969 |

Der bestehende EM-Rekord wurde bei diesen Europameisterschaften nicht erreicht. Der weiteste Wurf gelang dem sowjetischen Europameister Jānis Lūsis mit 90,68 m im Finale am 11. August. Damit blieb er 84 Zentimeter unter seinem eigenen Rekord. Zum Welt- und Europarekord fehlten ihm 2,02 m.

## Qualifikation

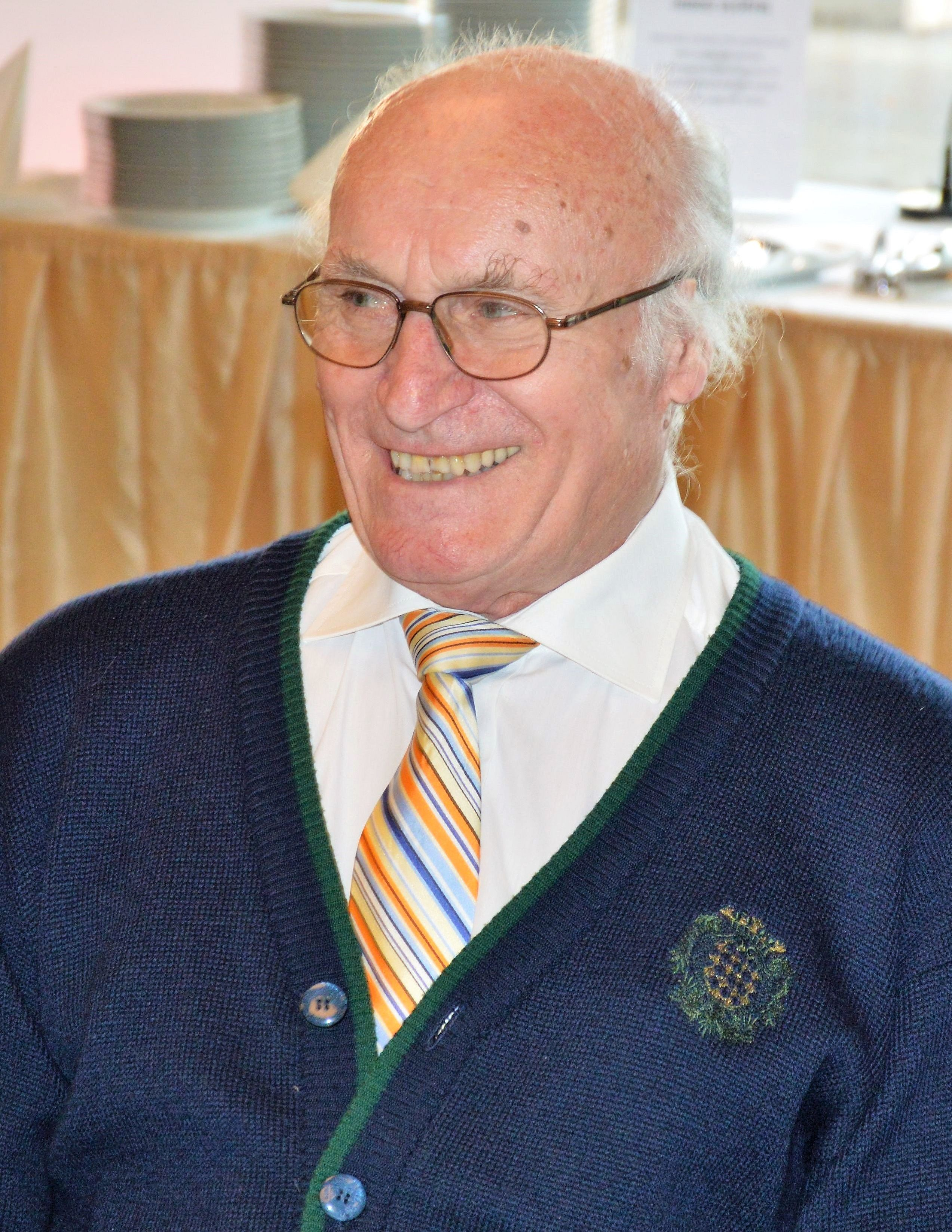
Für Gergely Kulcsár, dem vielfachen Medaillengewinner bei Olympischen Spielen und Europameisterschaften, reichte es nicht mehr zur Finalteilnahme

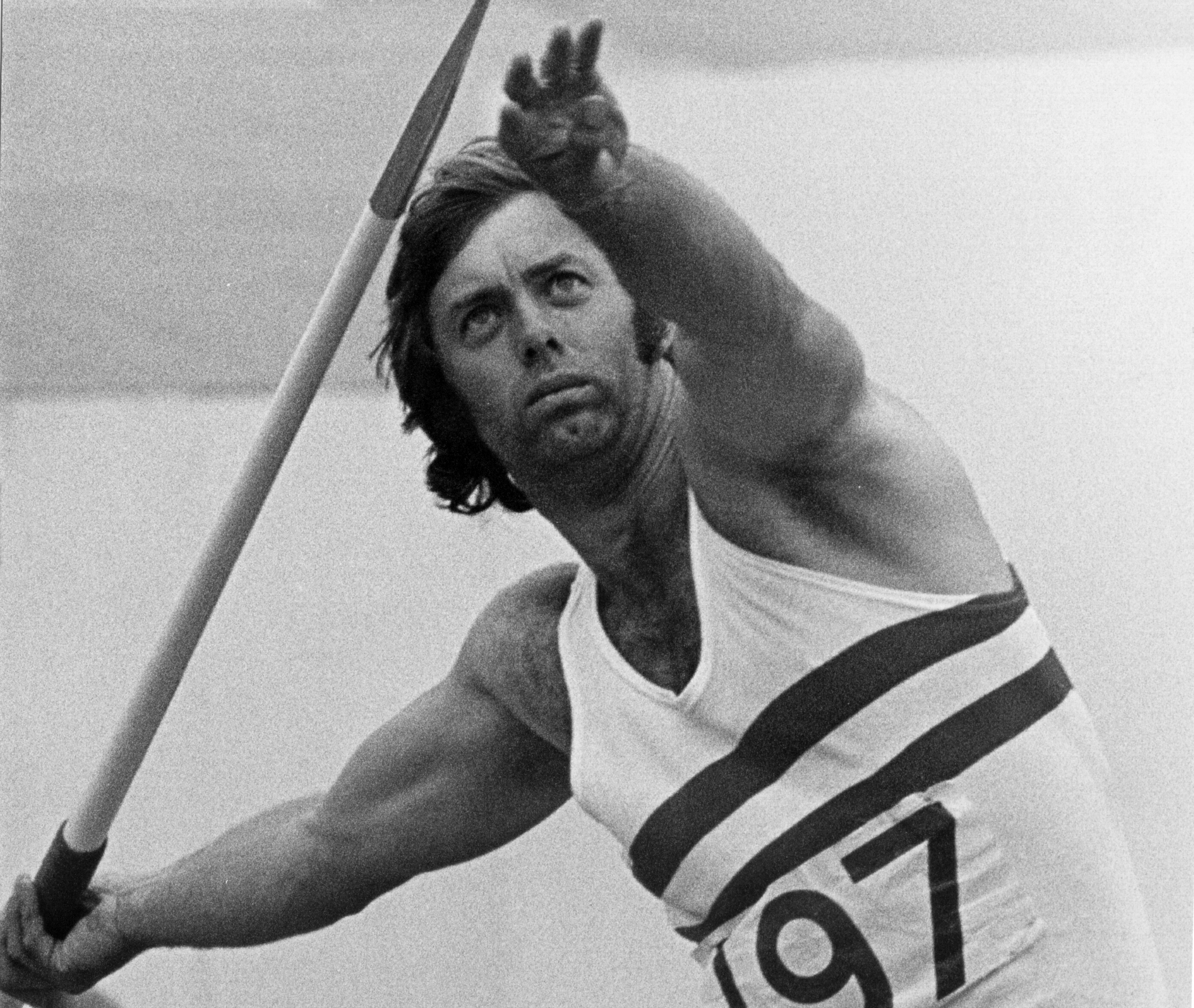
Dave Travis, EM-Neunter 1969 schied mit 72,32 m in der Qualifikation aus
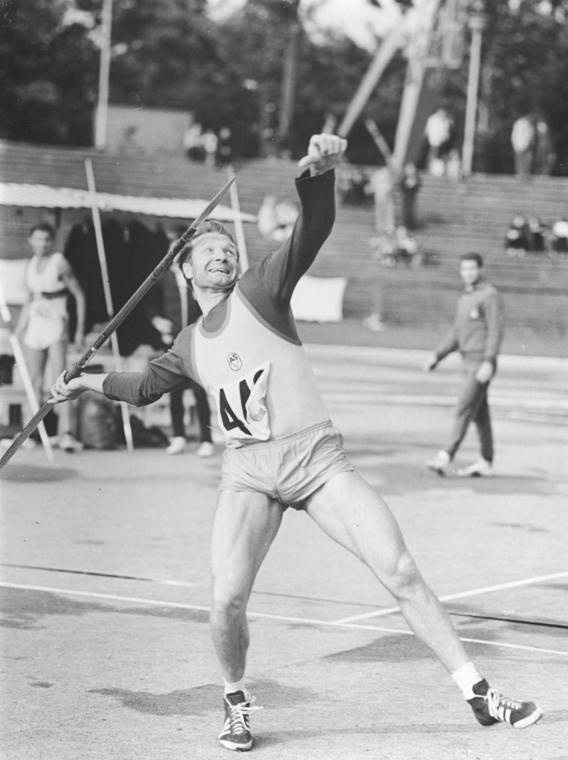
Manfred Stolle, Olympiafünfter von 1968, hatte mit 69,18 m keine Chance, im Finale dabei zu sein

10. August 1971, 18:00 Uhr
26 Teilnehmer traten zur Qualifikationsrunde an. Zehn Athleten (hellblau unterlegt) übertrafen die Qualifikationsweite für den direkten Finaleinzug von 78,00 m. Damit war die Mindestanzahl von zwölf Finalteilnehmern nicht erreicht. Das Finalfeld wurde mit den beiden nächsten bestplatzierten Sportlern (hellgrün unterlegt) auf zwölf Werfer aufgefüllt. So reichten für die Finalteilnahme schließlich 77,52 m.
| Platz | Name                | Nation         | 1. Versuch (m) | 2. Versuch (m) | 3. Versuch (m) | Bestweite (m) |
| 1     | Jānis Lūsis         | Sowjetunion    | 84,44          | –              | –              | 84,44         |
| 2     | Wolfgang Hanisch    | DDR            | 65,04          | 74,80          | 81,72          | 81,72         |
| 3     | Hannu Siitonen      | Finnland       | 80,78          | 77,28          | –              | 80,78         |
| 4     | Klaus Wolfermann    | BR Deutschland | 80,14          | –              | –              | 80,14         |
| 5     | Jānis Doniņš        | Sowjetunion    | 79,12          | –              | –              | 79,12         |
| 6     | József Csik         | Ungarn         | 75,52          | 73,60          | 78,80          | 78,80         |
| 7     | Władysław Nikiciuk  | Polen          | 74,56          | 78,80          | –              | 78,80         |
| 8     | Hermann Schlechter  | BR Deutschland | 78,68          | –              | –              | 78,68         |
| 9     | Miklós Németh       | Ungarn         | 78,28          |                |                | 78,28         |
| 10    | Jorma Kinnunen      | Finnland       | 76,12          | x              | 78,12          | 78,12         |
| 11    | Urs von Wartburg    | Schweiz        | 75,06          | 77,84          | x              | 77,84         |
| 12    | Renzo Cramerotti    | Italien        | 77,52          | x              | 69,66          | 77,52         |
| 13    | Lech Krupiński      | Polen          | 76,60          | x              | x              | 76,60         |
| 14    | Zygmunt Jałoszyński | Polen          | 71,08          | x              | 76,54          | 76,54         |
| 15    | Gergely Kulcsár     | Ungarn         | 76,48          | x              | 75,30          | 76,48         |
| 16    | Manuel Ibanez       | Frankreich     | 76,44          | x              | 68,92          | 76,44         |
| 17    | Jan Pedersen        | Norwegen       | 75,62          | 71,66          | x              | 75,62         |
| 18    | Alexander Makarow   | Sowjetunion    | 71,42          | x              | 75,60          | 75,60         |
| 19    | Jorma Jaakola       | Finnland       | 76,64          | x              | 73,80          | 76,64         |
| 20    | Dave Travis         | Großbritannien | 72,70          | x              | 73,32          | 73,32         |
| 21    | Gerd Simonsen       | BR Deutschland | 73,26          | 66,16          | 71,70          | 73,26         |
| 22    | Jan Svensson        | Schweden       | 67,76          | 73,14          | x              | 73,14         |
| 23    | Arve Olsson         | Norwegen       | 72,74          | x              | x              | 72,74         |
| 24    | Jan Bohman          | Schweden       | 72,44          | 72,12          | x              | 72,44         |
| 25    | Manfred Stolle      | DDR            | 68,18          | x              | x              | 68,18         |
| 26    | Per-Eric Smiding    | Schweden       | x              | x              | 62,34          | 62,34         |

- Dave Travis, EM-Neunter 1969 schied
mit 72,32 m in der Qualifikation aus
- Manfred Stolle, Olympiafünfter von 1968, hatte mit 69,18 m keine Chance,
im Finale dabei zu sein

## Finale
11. August 1971, 17:17 Uhr
| Platz | Name               | Nation         | 1. Versuch (m) | 2. Versuch (m) | 3. Versuch (m) | 4. Versuch (m)                         | 5. Versuch (m)                         | 6. Versuch (m)                         | Bestweite (m) |
| 1     | Jānis Lūsis        | Sowjetunion    | 82,78          | 90,68          | 84,76          | x                                      | x                                      | 82,32                                  | 90,68         |
| 2     | Jānis Doniņš       | Sowjetunion    | 85,30          | 81,08          | 82,20          | –                                      | –                                      | x                                      | 85,30         |
| 3     | Wolfgang Hanisch   | DDR            | 79,38          | 77,16          | 84,22          | x                                      | 78,50                                  | 77,94                                  | 84,22         |
| 4     | Hannu Siitonen     | Finnland       | 73,90          | 81,08          | x              | 83,94                                  | x                                      | 77,70                                  | 83,94         |
| 5     | Jorma Kinnunen     | Finnland       | 79,84          | 80,96          | x              | x                                      | x                                      | 77,94                                  | 80,96         |
| 6     | Klaus Wolfermann   | BR Deutschland | x              | 80,06          | 80,82          | 78,14                                  | 76,12                                  | 77,36                                  | 80,82         |
| 7     | Władysław Nikiciuk | Polen          | x              | 79,90          | 80,56          | 79,02                                  | 79,40                                  | 77,68                                  | 80,56         |
| 8     | Hermann Schlechter | BR Deutschland | 70,86          | 80,24          | x              | 71,68                                  | 69,38                                  | 75,08                                  | 80,24         |
| 9     | Miklós Németh      | Ungarn         | 76,58          | 76,82          | 75,44          | nicht im Finale der besten acht Werfer | nicht im Finale der besten acht Werfer | nicht im Finale der besten acht Werfer | 76,82         |
| 10    | József Csik        | Ungarn         | 75,58          | 76,24          | 75,88          | nicht im Finale der besten acht Werfer | nicht im Finale der besten acht Werfer | nicht im Finale der besten acht Werfer | 76,24         |
| 11    | Renzo Cramerotti   | Italien        | 72,38          | 72,92          | 71,28          | nicht im Finale der besten acht Werfer | nicht im Finale der besten acht Werfer | nicht im Finale der besten acht Werfer | 72,92         |
| 12    | Urs von Wartburg   | Schweiz        | 68,96          | x              | 72,38          | nicht im Finale der besten acht Werfer | nicht im Finale der besten acht Werfer | nicht im Finale der besten acht Werfer | 72,38         |

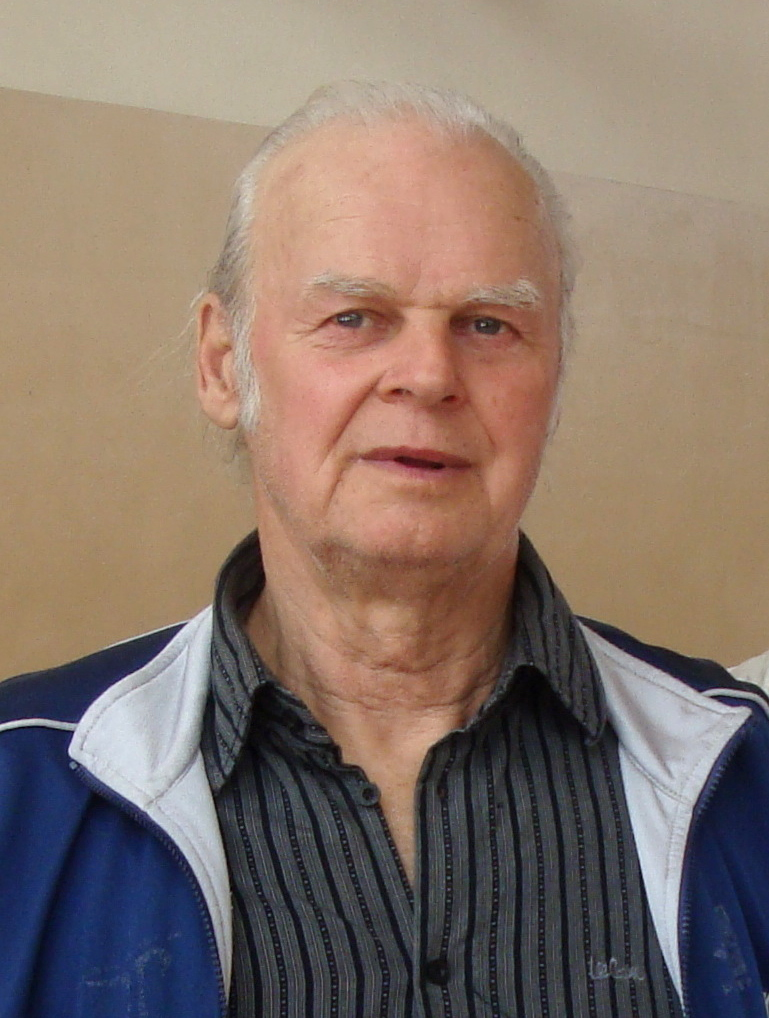
Der Olympiasieger von 1968 Jānis Lūsis (Foto: 2011) errang seinen vierten EM-Titel in Folge

In Durchgang eins setzte sich der sowjetische Werfer Jānis Doniņš mit 85,30 m deutlich an die Spitze. Sein Landsmann Jānis Lūsis, zuvor dreifacher Europameister in Folge und auch hier als Topfavorit angetreten, übertraf als einziger Konkurrent mit 82,78 m ebenfalls die 80-Meter-Marke. In Runde zwei änderte sich dieses Bild. Lūsis verbesserte sich um fast zehn Meter auf 90,68 m und war damit unangefochtener Spitzenreiter. Vier weitere Athleten erzielten nun Weiten jenseits von achtzig Metern, allerdings ohne dass sie Doniņš von seinem zweiten Platz verdrängen konnten. Der Finne Hannu Siitonen steigerte sich als zwischenzeitlicher Dritter auf 81,08 m. Weltrekordhalter Jorma Kinnunen, ebenfalls aus Finnland, war mit 80,96 m Vierter vor den beiden Bundesdeutschen Hermann Schlechter (80,34 m) und Klaus Wolfermann (80,06 m). Mit seinem dritten Versuch auf 84,22 mm brachte sich Wolfgang Hanisch aus der DDR auf den dritten Rang. Wolfermann verbesserte sich auf 80,82 m und war damit Sechster. Dahinter gelang dem polnischen Vizeeuropameister von 1966 Władysław Nikiciuk mit 80,56 m ebenfalls ein 80-Meter-Wurf, womit er als Siebter Schlechter auf Rang acht verdrängte.
In den drei Finaldurchgängen der besten acht Werfer gab es anschließend keine Veränderungen mehr in der Reihenfolge. Nur der viertplatzierte Siitonen verbesserte seine Weite noch auf 83,94 m, blieb damit jedoch weiterhin auf dem vierten Platz.
So errang Jānis Lūsis seinen vierten Europameistertitel in Folge. Er siegte überlegen mit dem einzigen 90-Meter-Wurf der Konkurrenz und hatte damit mehr als fünf Meter Vorsprung vor Silbermedaillengewinner Jānis Doniņš. Mit einem guten weiteren Meter Rückstand folgte Wolfgang Hanisch, der die Bronzemedaille gewann. Diese verpasste der viertplatzierte Hannu Siitonen nur um knapp dreißig Zentimeter. Fünfter wurde Jorma Kinnunen vor Klaus Wolfermann.

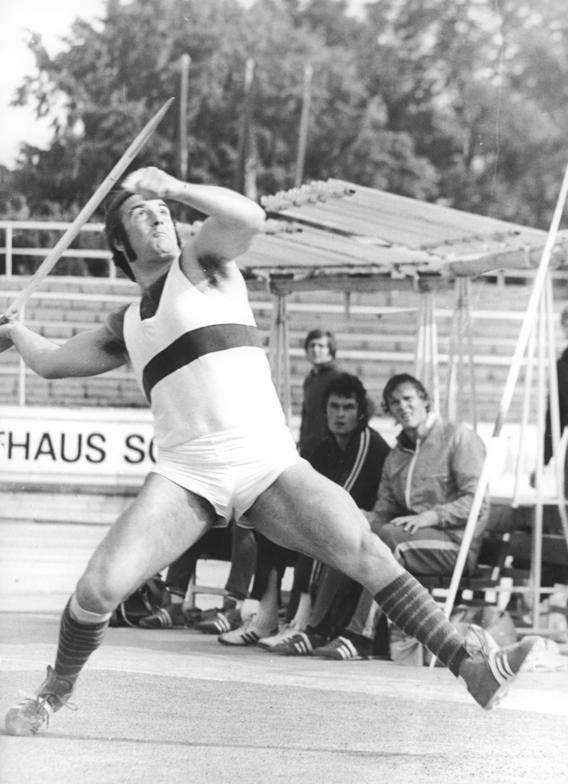
Bronze gab es für Wolfgang Hanisch – weitere EM-Medaillen errang er 1974 (Silber) und 1978 (Bronze), 1980 wurde er Olympiadritter
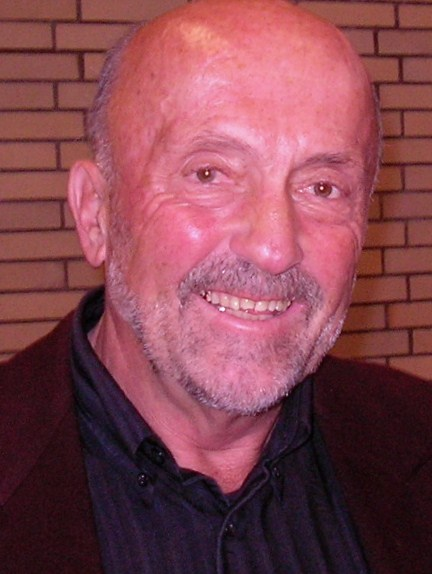
Klaus Wolfermann (hier im Jahr 2011) kam auf den sechsten Platz, im Folgejahr wurde er Olympiasieger